# 鶴田純也
鶴田 純也（つるた じゅんや）は、大阪府出身の放送作家・エッセイスト・菓子研究家。
雑誌『四季の味』（ニューサイエンス社）に「おやつの時間」を連載している。

## 主な担当番組
現在
過去
- あまからアベニュー（毎日放送）
- 水野真紀の魔法のレストラン（毎日放送）
- 歴史街道（朝日放送）
- 上沼恵美子のおしゃべりクッキング（朝日放送）ほか

| スタブアイコン | サブスタブ | この項目は、まだ閲覧者の調べものの参照としては役立たない、人物に関連した書きかけの項目です。この項目を加筆・訂正などしてくださる協力者を求めています（P:人物伝/PJ:人物伝）。 |